# سارة بنت يوسف الأميري
سارة بنت يوسف الأميري (1987)، هي وزيرة التربية والتعليم في دولة الإمارات العربية المتحدة، وشغلت قبل ذلك منصب وزيرة دولة للتعليم العام والتكنولوجيا المتقدمة، رئيسة لمجلس إدارة مؤسسة الإمارات للتعليم المدرسي، وزيرة دولة للتكنولوجيا المتقدمة.
كما تشغل رئاسة مجلس علماء الإمارات، إضافة إلى منصب نائب المدير وقائدة الفريق العلمي في مشروع الإمارات لاستكشاف المريخ "مسبار الأمل" في مركز محمد بن راشد للفضاء. انضمت إلى الحكومة الاتحادية لدولة الإمارات كوزيرة دولة مسؤولة عن ملف العلوم المتقدمة في أعقاب التشكيل الوزراي في أكتوبر2017.

## حياتها
ولدت في دولة الإمارات العربية المتحدة عام 1987 ونشأت في أبو ظبي. درست علوم الكمبيوتر في الجامعة الأمريكية في الشارقة وحصلت على درجتي البكالوريوس والماجستير. كانت دائمًا مهتمة بهندسة الطيران ولكنها نشأت في وقت لم يكن لدى دولة الإمارات العربية المتحدة برنامج فضائي.
درست سارة بالجامعة الأمريكية في الشارقة وحصلت على بكالوريوس في هندسة الحاسب الآلي 2004 – 2008، وبعدها حصلت على ماجستير في هندسة الحاسب الآلي 2010-2014 .

## المناصب التي شغلتها
- وزيرة دولة للتعليم العام وتكنولوجيا المستقبل، ورئيسة لمجلس إدارة مؤسسة الإمارات للتعليم المدرسي وتوجيهها بوضع خطة متكاملة وشاملة للارتقاء بالمدارس الحكومية في الدولة.[6]
- وزيرة دولة للتكنولوجيا المتقدمة

بصفتها وزيرة دولة للتكنولوجيا المتقدمة، تقود سارة الأميري جهود وزارة الصناعة والتكنولوجيا المتقدمة في مجال تعزيز تبني تقنيات الثورة الصناعية الرابعة والاعتماد على البحث والتطوير في مجالي العلوم والتكنولوجيا المتقدمة، لإيجاد صناعات جديدة تعزز التحول نحو الاقتصاد القائم على المعرفة، وبما يسهم في تحقيق أهداف الو زارة بتمكين التنمية الصناعية في دولة الإمارات، وتعزيز القيمة المحلية المضافة، وزيادة القدرة التنافسية للصناعات المحلية.
- رئيس لوكالة الإمارات للفضاء

ضمن مهامها كرئيس لوكالة الإمارات للفضاء، تتولى مسؤولية الإشراف على تحقيق أهداف الوكالة في ريادة قطاع الفضاء، وضمان مساهمته الفاعلة في تعزيز الاقتصاد الوطني وتحقيق التنمية المستدامة في دولة الإمارات
- مدير إدارة علوم الفضاء بمركز الفضاء محمد بن راشد حتى توليها منصب وزيرة دولة للعلوم المتقدمة في 2017
- مديرة نظم الجوي المتقدم برنامج بمركز الفضاء محمد بن راشد «يناير 2014 - حتى الآن».

في عام 2014، عملت سارة الأميري على تأسيس وتطوير برنامج النظم الجوية المتقدمة، حيث قادت الجهود الناجحة لإطلاق نموذج تجريبي أولي لطائرة بدون طيار، حيث انتهت الرحلة التي استمرت 24 ساعة، بنجاح بعد التحليق إلى أعلى ارتفاع وصلت إليه أي مركبة بدون طيار في المجال الجوي دولة الإماارت.
- رئيسة قسم الأبحاث والتطوير بمركز الفضاء راشد بن محمد «أكتوبر 2011 - يناير 2014».

فقد عملت على إعداد وحدة الأعمال R & D في المنظمة لضمان خلق المعرفة من خلال مشاريع البحث والتطويرالموجهة نحو وضع الاستراتيجية للمنظمة، بالإضافة إلى تطوير إدارة المعرفة في الاحتفاظ بالمعرفة الحالية والخبرة التقنية، وإعادة توزيع المعرفة، وحماية رأس المال الفكري ونقل المنظمة تجاه منظمة التعلم القائم على المعرفة، وقد عملت كمحللة للبحوث الاستراتيجية لمواءمة التطورات العلمية والتكنولوجية مع إستراتيجية المنظمة والحكومة من أجل التوصل إلى التطورات عمل جديدة تهدف إلى تحقيق تنمية القدرات التكنولوجية المتقدمة لدولة الإمارات العربية المتحدة.
- مهندسة برمجيات ب مؤسسة الإمارات للعلوم والتقنية المتقدمة (EIAST) «مارس 2009 - أكتوبر 2011».[5][8][9]

## أعمال شاركت بها
شاركت في برمجة نظام التحكم بالقمر الاصطناعي «دبي سات 1»، وبرمجة نظام تشغيل القمر من المحطة الأرضية في المؤسسة، بالإضافة إلى مشاركتها في برمجة نظام التشغيل والتحكم بالقمر الاصطناعي الثاني للمؤسسة «دبي سات 2».
يذكر انها قد بدأت العمل في (إياست) عام 2009، أي قبل إطلاق القمر الاصطناعي "دبي سات 1"، وإنها بدأت العمل ببرمجة نظام التحكم بالقمر الاصطناعي والمحطة الأرضية، مما ساعدها العمل على برمجة (دبي سات 1)، وتطوير نظام (دبي سات 2)، الذي كان بداية مشوارها في المؤسسة".

## تكريمات
في عامي 2020 و2019، صنفتها شبكة «بي بي سي» كواحدة ضمن قائمتها لأقوى 100 امرأة ملهمة ومؤثرة حول العالم، نتيجة لقيادتها للفريق العلمي لمشروع استكشاف المريخ الإماراتي «مسبار الأمل».
اختارتها مجلة تايم العالمية ضمن أهم 100 شخصية مؤثرة في عام 2022.
تم اختيار سارة الأميري عام 2015 من بين 50 من العلماء الرواد الشباب من قبل المنتدى الاقتصادي العالمي، وذلك تقديراً لمساهمتها في جهود التنمية في مجالات العلوم والتكنولوجيا والهندسة. وفي نوفمبر من 2020 تم إختيارها من ضمن قائمة الـ BBC لأكثر 100 امرأة تأثيراً وإلهاماً في العالم. [بحاجة لمصدر]

## روابط خارجية
- سارة الأميري وإبراهيم القاسم: عقول وأفكار كالأقمار
- فيديو سارة الأميري.. إمارتية تقود مسبار “الأمل”